# Бильчевский, Иосиф
Иосиф Бильчевский (укр. Юзеф Більчевський, 26 апреля 1860, Вилямовице, Бельский повят — 20 марта 1923, Львов) — святой Римско-Католической Церкви, архиепископ города Львов, профессор богословия во Львовском Университете. Почитается в католической церкви как покровитель нищих и бездомных.

## Биография
В 1880 году окончил гимназию в Вадовице, после чего поступил в Высшую духовную семинарию в Кракове, одновременно обучаясь в Ягеллонском Университете Кракова.
6 июля 1884 был рукоположён в сан священника. В 1888 году получает звание доктора богословия и начинает заниматься исследованиями догматики и христианской археологией в Риме, Вене и Париже.

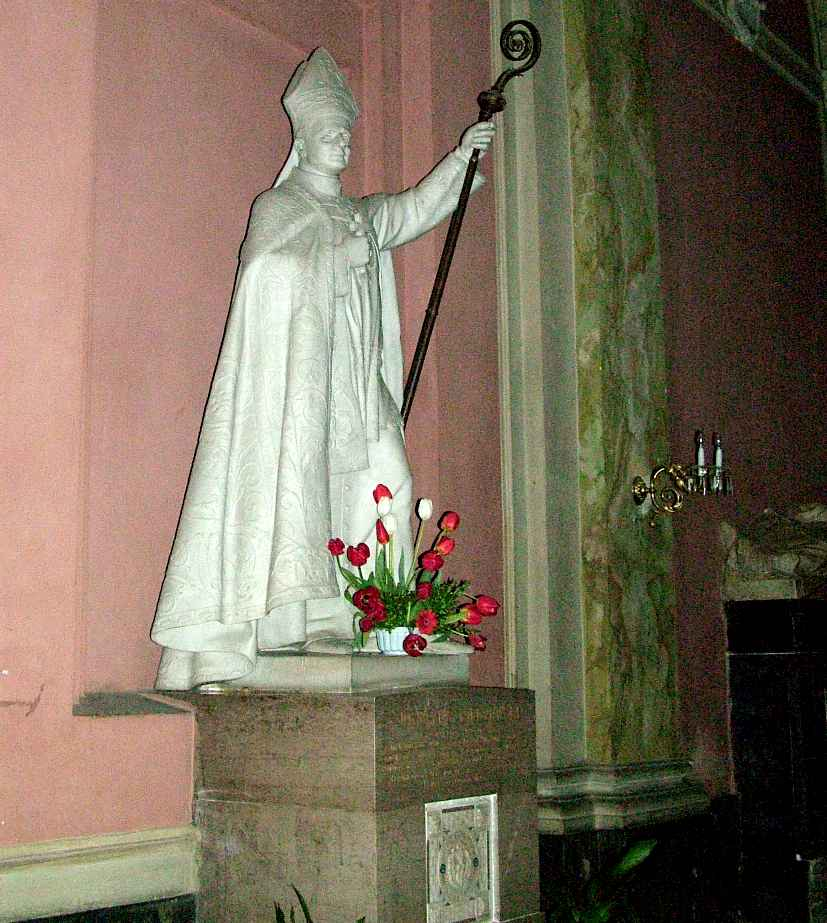
Статуя св. Иосифа Бильчевского в Латинском соборе Львова

В 1891 году становится профессором догматики в Львовском Университете. В 1890 году назначается ректором, но вскоре вынужден был оставить преподавательскую деятельность, так как Святой Престол с одобрения австро-венгерского императора Франца-Иосифа назначает его на вакантную должность львовского архиепископа.
Будучи львовским архиепископом начинает строительство новых церквей в львовской митрополии, организует курсы для священников, желающих заниматься социальной деятельностью, финансирует благотворительные организации. Особую популярность Иосиф Бильчевский получил среди бездомных. Кроме этого, занимается духовной опекой студентов, организует народные школы. Во время Первой мировой войны создаёт комитеты для помощи рабочим Галиции, которые из-за войны были затронуты голодом. Во время осады Львова польскими войсками в 1918 году занимается доставкой продуктов питания в осаждённый город.
Иосиф Бильческий умер 20 марта 1923 года и похоронен на львовском Яновском кладбище.

## Награды
- Орден Железной Короны I степени (1917),
- Крест Храбрых (1922), дважды
- Большой крест Ордена Возрождения Польши (2 мая 1922 г.)[2]

## Прославление
Иосиф Бильчевский был беатифицирован как блаженный в 2001 году римским папой Иоанном Павлом II и канонизирован как святой римским папой Бенедиктом XVI 23 октября 2005 года.

## Память
- Во Львове с 1923 года по декабрь 1944 года именем Бильчевского называлась площадь)[3].
- В период 1924-1945 годов существовала улица Бильчевского в городе Станиславов.